# نیکولو پیچینی
نیکولو پیچینی (ایتالیایی: Niccolò Piccinni؛ ۱۶ ژانویهٔ ۱۷۲۸ – ۷ مهٔ ۱۸۰۰) آهنگساز ایتالیایی بود که سمفونی، موسیقی مذهبی، موسیقی مجلسی و اپرا می‌ساخت. وی گرچه امروزه تا حدی گمنام است اما در زمان خودش یکی از محبوب‌ترین آهنگسازان اپرا به خصوص اپرا بوفای ناپلی بود.